# Архиєрейський дім
Архієрейським домом називається установа, призначена для проживання та утримання архієрея та складається з сукупності осіб, котрі знаходяться на службі при ньому, та сукупності нерухомості майна. Архієрейський дім складається із: свити та співочих. До складу свити входять: економ, духівник, хрестові ієромонахи, ризничий та ієродиякон. Архієрей сам обирає людей на ці посади. Згідно церковному праву, архієрейський дім в якості сукупності нерухомості майна та як установа, мають значення юридичної особи, представником якого є особливе управління. В ряді церковних установ він має значення монастиря, у якому є церква, настоятель — єпархіальний архієрей, а службовці при ньому — монастирська братія. Як майновий інститут дім складається із нерухомого майна, призначеного для місця проживання архієрея та утримання його, та користується такими ж правами, як і інші церковні установи, котрі мають значення юридичних осіб та мають право володіти землями, Кожний дім використовує відведені йому землі, різноманітні угіддя, рибну ловлю та інше.
Все майно архієрейського дому перебуває у володінні єпархіального архієрея. Він використовує його або має право віддавати землі та садиби на орендне утримання, але не більше як на 12 років. Право єпархіального архієрея розпоряджатися нерухомим майном архієрейського домуа обмежується: 1) тим, що він не має права забирати нерухоме майно яким би то не було способом, хіба що у надзвичайних випадках та по особливому спонуканню. 2) тим, що в цих садибах не можуть бути засновані торгові заклади від імені самого архієрейського дому. Управління архієрейськими домами належить під безпосереднім керуванням архієрея, економу, визначення та звільнення якого залежить від самого архієрея. Економ керує господарством дому не тільки підзвітне перед архієреєм, але й консисторії, котра кожний рік перевіряє економські книги архієрейського дому, крім того при зміні економа та при переміщені архієрея з однієї кафедри на іншу. Ревізія консисторії складається з того, що вона свідчить по інвентарю цілісності майна через особливих осіб, вибраних нею та затвердженими єпархіальним архієреєм. Крім того консисторія може представляти архієрею про заходи по добробуту архієрейського дому.